# Alice Ronner
Alice Emma Henriëtte Ronner (Brussel, 9 september 1857 – Elsene, 4 juli 1957) was een Belgisch stillevenschilderes uit de 19de en de 20ste eeuw.

## Genealogie
Ronner was de dochter van Henriëtte Knip (gekend als Henriëtte Ronner) (1821-1909), de bekende schilderes van scènes met honden en katten. Haar broer Alfred Ronner (1852-1901) en zus Emma Ronner (1860-1936) waren eveneens kunstschilders; haar tweede broer, Edouard, werd advocaat.

### Beperkte stamboom familie Knip
|                        |                        |                        |                        |                        |                        |  |  |                       |                       | Nicolaas Frederik Knip | Nicolaas Frederik Knip | Nicolaas Frederik Knip | Nicolaas Frederik Knip | Nicolaas Frederik Knip | Nicolaas Frederik Knip |              |              | Anna Elisabeth Drexler | Anna Elisabeth Drexler | Anna Elisabeth Drexler | Anna Elisabeth Drexler | Anna Elisabeth Drexler | Anna Elisabeth Drexler |                    |                    |             |             |                 |                 |                 |                 |                 |                 |  |  |                         |                         |                         |                         |                         |                         |  |  |  |  |  |  |                      |                      |                      |                      |                      |                      |
|                        |                        |                        |                        |                        |                        |  |  |                       |                       | Nicolaas Frederik Knip | Nicolaas Frederik Knip | Nicolaas Frederik Knip | Nicolaas Frederik Knip | Nicolaas Frederik Knip | Nicolaas Frederik Knip |              |              | Anna Elisabeth Drexler | Anna Elisabeth Drexler | Anna Elisabeth Drexler | Anna Elisabeth Drexler | Anna Elisabeth Drexler | Anna Elisabeth Drexler |                    |                    |             |             |                 |                 |                 |                 |                 |                 |  |  |                         |                         |                         |                         |                         |                         |  |  |  |  |  |  |                      |                      |                      |                      |                      |                      |
|                        |                        |                        |                        |                        |                        |  |  |                       |                       |                        |                        |                        |                        |                        |                        |              |              |                        |                        |                        |                        |                        |                        |                    |                    |             |             |                 |                 |                 |                 |                 |                 |  |  |                         |                         |                         |                         |                         |                         |  |  |  |  |  |  |                      |                      |                      |                      |                      |                      |
|                        |                        |                        |                        |                        |                        |  |  |                       |                       |                        |                        |                        |                        |                        |                        |              |              |                        |                        |                        |                        |                        |                        |                    |                    |             |             |                 |                 |                 |                 |                 |                 |  |  |                         |                         |                         |                         |                         |                         |  |  |  |  |  |  |                      |                      |                      |                      |                      |                      |
| Josephus Augustus Knip | Josephus Augustus Knip | Josephus Augustus Knip | Josephus Augustus Knip | Josephus Augustus Knip | Josephus Augustus Knip |  |  | Cornelia van Leeuwen  | Cornelia van Leeuwen  | Cornelia van Leeuwen   | Cornelia van Leeuwen   | Cornelia van Leeuwen   | Cornelia van Leeuwen   |                        |                        |              |              |                        |                        | Mattheus Derk Knip     | Mattheus Derk Knip     | Mattheus Derk Knip     | Mattheus Derk Knip     | Mattheus Derk Knip | Mattheus Derk Knip |             |             | Elisabeth Ubens | Elisabeth Ubens | Elisabeth Ubens | Elisabeth Ubens | Elisabeth Ubens | Elisabeth Ubens |  |  | Henriëtta Geertrui Knip | Henriëtta Geertrui Knip | Henriëtta Geertrui Knip | Henriëtta Geertrui Knip | Henriëtta Geertrui Knip | Henriëtta Geertrui Knip |  |  |  |  |  |  | Frederik Willem Knip | Frederik Willem Knip | Frederik Willem Knip | Frederik Willem Knip | Frederik Willem Knip | Frederik Willem Knip |
| Josephus Augustus Knip | Josephus Augustus Knip | Josephus Augustus Knip | Josephus Augustus Knip | Josephus Augustus Knip | Josephus Augustus Knip |  |  | Cornelia van Leeuwen  | Cornelia van Leeuwen  | Cornelia van Leeuwen   | Cornelia van Leeuwen   | Cornelia van Leeuwen   | Cornelia van Leeuwen   |                        |                        |              |              |                        |                        | Mattheus Derk Knip     | Mattheus Derk Knip     | Mattheus Derk Knip     | Mattheus Derk Knip     | Mattheus Derk Knip | Mattheus Derk Knip |             |             | Elisabeth Ubens | Elisabeth Ubens | Elisabeth Ubens | Elisabeth Ubens | Elisabeth Ubens | Elisabeth Ubens |  |  | Henriëtta Geertrui Knip | Henriëtta Geertrui Knip | Henriëtta Geertrui Knip | Henriëtta Geertrui Knip | Henriëtta Geertrui Knip | Henriëtta Geertrui Knip |  |  |  |  |  |  | Frederik Willem Knip | Frederik Willem Knip | Frederik Willem Knip | Frederik Willem Knip | Frederik Willem Knip | Frederik Willem Knip |
|                        |                        |                        |                        |                        |                        |  |  |                       |                       |                        |                        |                        |                        |                        |                        |              |              |                        |                        |                        |                        |                        |                        |                    |                    |             |             |                 |                 |                 |                 |                 |                 |  |  |                         |                         |                         |                         |                         |                         |  |  |  |  |  |  |                      |                      |                      |                      |                      |                      |
|                        |                        |                        |                        |                        |                        |  |  |                       |                       |                        |                        |                        |                        |                        |                        |              |              |                        |                        |                        |                        |                        |                        |                    |                    |             |             |                 |                 |                 |                 |                 |                 |  |  |                         |                         |                         |                         |                         |                         |  |  |  |  |  |  |                      |                      |                      |                      |                      |                      |
| Augustus Knip          | Augustus Knip          | Augustus Knip          | Augustus Knip          | Augustus Knip          | Augustus Knip          |  |  | Henriëtte Ronner-Knip | Henriëtte Ronner-Knip | Henriëtte Ronner-Knip  | Henriëtte Ronner-Knip  | Henriëtte Ronner-Knip  | Henriëtte Ronner-Knip  |                        |                        | Feico Ronner | Feico Ronner | Feico Ronner           | Feico Ronner           | Feico Ronner           | Feico Ronner           |                        |                        | Henri Knip         | Henri Knip         | Henri Knip  | Henri Knip  | Henri Knip      | Henri Knip      |                 |                 |                 |                 |  |  |                         |                         |                         |                         |                         |                         |  |  |  |  |  |  |                      |                      |                      |                      |                      |                      |
| Augustus Knip          | Augustus Knip          | Augustus Knip          | Augustus Knip          | Augustus Knip          | Augustus Knip          |  |  | Henriëtte Ronner-Knip | Henriëtte Ronner-Knip | Henriëtte Ronner-Knip  | Henriëtte Ronner-Knip  | Henriëtte Ronner-Knip  | Henriëtte Ronner-Knip  |                        |                        | Feico Ronner | Feico Ronner | Feico Ronner           | Feico Ronner           | Feico Ronner           | Feico Ronner           |                        |                        | Henri Knip         | Henri Knip         | Henri Knip  | Henri Knip  | Henri Knip      | Henri Knip      |                 |                 |                 |                 |  |  |                         |                         |                         |                         |                         |                         |  |  |  |  |  |  |                      |                      |                      |                      |                      |                      |
|                        |                        |                        |                        |                        |                        |  |  |                       |                       |                        |                        |                        |                        |                        |                        |              |              |                        |                        |                        |                        |                        |                        |                    |                    |             |             |                 |                 |                 |                 |                 |                 |  |  |                         |                         |                         |                         |                         |                         |  |  |  |  |  |  |                      |                      |                      |                      |                      |                      |
|                        |                        |                        |                        |                        |                        |  |  |                       |                       |                        |                        |                        |                        |                        |                        |              |              |                        |                        |                        |                        |                        |                        |                    |                    |             |             |                 |                 |                 |                 |                 |                 |  |  |                         |                         |                         |                         |                         |                         |  |  |  |  |  |  |                      |                      |                      |                      |                      |                      |
|                        |                        |                        |                        |                        |                        |  |  | Alfred Ronner         | Alfred Ronner         | Alfred Ronner          | Alfred Ronner          | Alfred Ronner          | Alfred Ronner          |                        |                        | Alice Ronner | Alice Ronner | Alice Ronner           | Alice Ronner           | Alice Ronner           | Alice Ronner           |                        |                        | Emma Ronner        | Emma Ronner        | Emma Ronner | Emma Ronner | Emma Ronner     | Emma Ronner     |                 |                 |                 |                 |  |  |                         |                         |                         |                         |                         |                         |  |  |  |  |  |  |                      |                      |                      |                      |                      |                      |

## Levensloop
Ronners moeder leidde haar op in het schildersvak. In tegenstelling tot haar moeder opteerde Ronner voor het schilderen van bloemen en stillevens. In de poezentaferelen van haar moeder waren stillevens verwerkt. Ronners stillevens tonen bloemen, vazen, gevogelte, tinnen kruiken, schotels, porselein, bibelots en dergelijke in een decoratieve realistische inbreng.
Ronner woonde in het Brusselse, behalve tijdens de Eerste Wereldoorlog toen ze in Engeland verbleef. Ze bleef ongehuwd.

## Tentoonstellingen
Ronner exposeerde haar werken regelmatig tijdens de Driejaarlijkse Salons te Brussel, Gent en Antwerpen en tijdens kleinere salons in de provinciesteden. Zij werd geselecteerd voor buitenlandse evenementen als de wereldtentoonstelling van 1900 te Parijs en de Ausstellung Belgischer Kunst te Berlijn in 1908.
Zoals de meeste Brusselse kunstenaressen van haar tijd was Ronner lid van de “Cercle des Femmes Peintres”, een traditionele, maar feministische (avant la lettre) kunstenaressenorganisatie, die geregeld eigen salons inrichtte.
In 1898 stelde ze samen met haar moeder tentoon in de formule van een dubbeltentoonstelling in de kunsthandel Oldenzeel in Rotterdam.
In 1911 stichtten enkele vrouwelijke kunstenaars in Brussel de “Galerie Lyceum”. Ronner was vertegenwoordigd op de openingstentoonstelling, samen met onder anderen Emma Ronner, Anna Boch, Louise Danse, Marie Danse, Juliette Wytsman, Berthe Art, Ketty Gilsoul-Hoppe.
In 1914 nam Ronner deel aan De Hedendaagsche Vrouw in Antwerpen. Een jaar later was haar werk te zien op de tentoonstelling van Moderne Belgische Kunst die door Paul Lambotte in het National Museum Cardiff in Cardiff werd georganiseerd (met “Rozen”) en aan die in Folkestone in 1916. Mede-exposanten in Folkestone waren onder anderen Amedee Lynen, James Ensor, Constant Permeke, Albert Baertsoen, Leon Frederic, Fernand Khnopff, Jan De Clerck en Victor Gilsoul.
In 1924 exposeerde ze in groep met Louis Crespin, Elysée Fabry en Ernest Welvaert in de Brusselse Galerie Mommen.
Begin 21e eeuw werd nog werk van haar aangeboden op veilingen. Haar olieverfschilderijen op paneel "Stilleven met bloemen en voorwerpen" werd in december 2002 geveild op €2.000 en haar "”Stilleven met viooltjes en druiven”" werd in december 2004 geveild op €750, telkens in Hôtel des Ventes Vanderkinderen, Brussel.

## Een bloemlezing uit haar werk op tentoonstellingen
- Gent, 1880 : “Dood wild en vruchten”, “Vruchten en accessoires”;
- Doornik, 1888 : “Uien en citroenen”
- Brussel, Salon du Cercle des Femmes Peintres 1880 : “Uien”;
- Antwerpen; 1888: “Oesters en vis”, “Irissen”
- Gent, 1889: “Herinneringen”, “Mispels”
- Parijs, Salon de la Société Nationale des Beaux-Arts, 1897 : “Abrikozen”, “Gladiolen” “Vijgen”
- Parijs, Salon de la Société Nationale des Beaux-Arts, 1898 : “Jacquot”, “Cineraria”, “Rozen en citroenen”
- Parijs, Exposition Universelle 1900; “Papavers”
- Gent, 1902: “Kalkoen”, “Hoekje van een venster”
- Gent, 1906: “Ridderspoor”
- Brussel, Salon de Printemps 1909: “Perziken”
- Berlijn, Austellung Belgischer Kunst 1908 : “Hortensia’s”
- Gent, 1909: “Rhododendrons”
- Den Haag 1913, Kunsthandel Th. Neuhuys, 1ste Belgisch Salon
- Gent, 1925 : 2 bloemstukken
- Oostende, 1ste Salon Franco-Belge 1929: “Cineraria”.

## Situering
Andere Brusselse stillevenschilderessen te vergelijken met Ronner waren onder meer Berthe Art, Louise De Hem, Marguerite Dielman, E. Marechalle en Camille Triest.

## Musea
- Antwerpen, Koninklijk Museum voor Schone Kunsten
- Brussel, Koninklijke Musea voor Schone Kunsten van België : De tinnen kruik (1887), De kalkoen (1902), Klaprozen (1909) (alle 3 aangekochte werken)
- Brussel, Museum van Elsene
- Den Haag, Gemeentemuseum
- Hoei, Museum
- Gent, Museum voor Schone Kunsten.: Rhododendrons (aankoop in 1909)
- Lier, Stedelijk Museum : “Harp, muziekpartituur en bloemen”
- Oostende, Mu.ZEE (Kunstmuseum aan Zee)
- Rotterdam, Museum Boijmans Van Beuningen
- Parijs, Louvre : De rieten zetel (aangekocht in 1916 voor het Musée du Luxembourg)

## Iconografie
Een portretfoto is afgebeeld in de catalogus van het 1ste Belgisch Salon in Kunsthandel Th. Neuhuys te Den Haag (1913).